# Sòsicles de Corint
Sòsicles (grec antic: Σωσικλῆς, llatí: Sosicles) fou un dels delegats corintis en un notable congrés dels aliats d'Esparta on es va proposar restaurar a Hípies, el fill de Pisístrat, com a tirà d'Atenes.
Sòsicles es va oposar fortament a aquesta possibilitat i va explicar les desgràcies patides per l'estat de Corint sota la tirania de Cípsel i de Periandre. Finalment, l'assamblea va escoltar aquestos arguments i el projecte fou abandonat, tal com narra Heròdot.